# Avicennite
L'avicennite è un minerale. Prende il nome in onore del medico, filosofo e scienziato persiano Avicenna.